# Kuțina, Veliko Tărnovo
Kuțina (în bulgară Куцина) este un sat în comuna Polski Trămbeș, regiunea Veliko Tărnovo,  Bulgaria. 

## Demografie
Componența etnică a satului Kuțina
     Bulgari (69,69%)
     Turci (2,74%)
     Nicio identificare (27,56%)
     Altele (0%)
La recensământul din 2011, populația satului Kuțina era de 693 locuitori. Din punct de vedere etnic, majoritatea locuitorilor (69,69%) erau bulgari, cu o minoritate de turci (2,74%). Pentru 27,56% din locuitori nu este cunoscută apartenența etnică.